# Ryō Odajima
Ryō Odajima (japanisch 小田島 怜 Odajima Ryō; * 10. Juni 1996 in Tama, Präfektur Tokio) ist ein japanischer Fußballspieler.

## Karriere
Ryō Odajima erlernte das Fußballspielen in der Jugendmannschaft von Tokyo Verdy und der Universitätsmannschaft der Toin University of Yokohama. Seinen ersten Vertrag unterschrieb er 2019 beim SC Sagamihara. Der Verein aus Sagamihara spielte in der dritthöchsten Liga des Landes, der J3 League. Für Sagamihara absolvierte er elf Ligaspiele. Am 25. August 2020 wechselte er zum Viertligisten Iwaki FC nach Iwaki. 2021 wurde er mit Iwaki Meister der Liga und stieg in die dritte Liga auf. Nach insgesamt 30 Ligaspielen wechselte er im Januar 2023 für eine Spielzeit zum Okinawa SV. Für den Viertligisten aus der Präfektur Okinawa bestritt er 19 Ligaspiele. Im Januar 2024 schloss sich dem Fünftligisten aries Tokyo. Mit dem Klub spielt er in der Kanto Soccer League (Div.1).

## Erfolge
Iwaki FC
- Japan Football League: 2021  ▲